# Helker
 (juillet 2018).
Helker est un groupe argentin de power metal, originaire de Buenos Aires. Il est formé en 1998, sous l'impulsion du guitariste Mariano Ríos. En 2017, il comprend le guitariste Leo Aristu, le batteur Hernán « Cuta » Coronel et le chanteur Aaron Briglia. Ils comptent un total de cinq albums studio, et chantent en anglais.
À leur premier concert, ils sont accompagnés du groupe suédois HammerFall et, dès le début, partagent la scène avec des groupes de renom de la scène locale. Au fil des années, ils ouvrent pour des groupes et artistes internationaux tels que Primal Fear, Rhapsody, Paul Di'Anno, Stratovarius, Gamma Ray, Sinner, Shaman, Masterplan, Symphony X, Megadeth et tournent à travers l'Argentine, et plusieurs pays d'Amérique du Sud,.

## Biographie
Helker est formé à la fin de 1998. En 2001, le groupe sort son premier album intitulé Legado secreto, production indépendante orienté power metal. Le groupe se compose de Germán López au chant, Mariano Ríos et Christian Abarca à la guitare, Gustavo Florio à la basse, et de Sebastián Barrozo à la batterie. Deux ans plus tard, ils éditent l'EP Basurero nuclear.
En 2003, le groupe prend une pause et revient sur scène en 2006 avec une formation renouvelée, qui obtient l'acceptation du public. En 2008, ils sortent leur deuxième album studio, Resistir, produit par Blackstar Records, avec Diego Valdez au chant, Mariano Ríos et Iván Iñiguez à la guitare, Christian Abarca à la basse, et Sebastián Barrozo aux percussions. L'album marque un style de heavy metal traditionnel, plus agressif que son prédécesseur et une nouvelle direction musicale.
En 2010 sort l'album A.D.N., en indépendant. À cette période, Iván Iñiguez est remplacé par Mauro Tranzaciones. En 2013 sort En algún lugar del círcul, produit par le label AFM Records et Mat Sinner, bassiste de Primal Fear. L'album est enregistré au Absolute Studio de Buenos Aires par Iván Iñiguez, et masterisé par Achim Koehler à l'Indiscreet Audio, en Allemagne. Il comprend 11 morceaux, et fait participer Tim « Ripper » Owens et Ralf Scheepers. Il est publié en deux versions ; une en castillan et l'autre en anglais sous le titre Somewhere in the Circle,. En algún lugar del círculo est présenté au Teatro Vorterix le 31 août 2013 ; la présentation est enregistrée et publiée en DVD, sous le titre En algún lugar de Buenos Aires, publié le 19 juillet 2014,,.
Helker fait sa première tournée aux États-Unis en participant au célèbre festival annuel ProgPower à Atlanta, en Géorgie. En 2017, ils publient les deux albums Firesoul et Alma de Fuego ; le premier est en anglais et le second en espagnol. Après la présentation de l'album, Diego Valdez quitte le groupe et est remplacé par Aaron Briglia, ancien membre de groupes comme Crytical et Hyedrah. En 2018, le bassiste Christian Abarca quitte le groupe, après 20 ans d'activité. Le groupe cherche ensuite un remplaçant pour pouvoir sortir un nouvel album. 

## Discographie

### Albums studio
- 2001 : Legado secreto (auto-produit) (réédité par Blackstar)
- 2008 : Resistir (Blackstar)
- 2010 : A.D.N. (auto-produit)
- 2013 : En algún lugar del círculo (AFM Records)
- 2013 : Somwhere in the circle (AFM Records)
- 2017 : Firesoul (AFM Records)
- 2017 : Alma de fuego (AFM Records)
- 2019 : Metamorphosis

### Démo et EP
- 1999 : Ilusión (maqueta de Helker)|Ilusión (démo)
- 2003 : Basurero Nuclear (EP)

### DVD
- Metal Para Todos V (2012)
- En algún lugar de Buenos Aires (2014)
- Alive! (2015)

## Membres

### Membres actuels
- Aaron Briglia - chant
- Mariano Ríos - guitare
- Leo Aristu - guitare
- Lucas Garay Basualdo - basse
- Hernán Coronel - batterie

### Anciens membres
- Christian Abarca - basse
- Sebastián Barrozo - batterie
- Germán López - chant
- Esteban Castellano - batterie
- Mauro Tranzaciones - guitare
- Iván Iñiguez - guitare
- Matías Ochoa - chant
- Diego Valdez - chant